# Le Salon beige
Le Salon beige est un blog quotidien d'actualité catholique et créé en 2004 en France. Il s'agit d'un site catholique traditionaliste. Il s'oppose notamment à l'euthanasie, au suicide assisté, à l'avortement, au mariage homosexuel et à la « théorie du genre ». Il est classé à l'extrême droite ou proche de celle-ci.
Plusieurs médias de vérification de l'information ont mis en avant le fait que le site diffuserait régulièrement de fausses informations.

## Histoire
Le blog est lancé en novembre 2004 par trois laïcs catholiques anonymes et non professionnels des médias en s'inspirant du modèle des États-Unis où, selon Marc Baudriller, l'importante audience de certains blogs catholiques a permis de « peser sur le monde des idées ». Son principal auteur, connu sous le pseudonyme « Michel Janva », exerce la profession de « contrôleur des exportations de matériels de guerre » dans une entreprise d'armement et est de sensibilité traditionaliste.
En 2010, Guillaume de Thieulloy rachète le site, en devient le responsable, et rémunère, dès lors, ses chroniqueurs.

## Audience
La première année, le blog enregistre en moyenne une affluence de 5 000 visites par jour. En 2006, ses auteurs défendent le pape Benoît XVI lors de la controverse de Ratisbonne. Son audience se situe alors entre 6 000 et 8 000 visites par jour, ce qui en fait l'un des blogs d'orientation catholique les plus fréquentés,. En 2007, à la faveur de l'actualité politique (l'élection présidentielle française) et religieuse (motu proprio de Benoît XVI), le blog passe à 10 000 visites par jour.
En 2008, il frôle les 12 000 visites par jour et atteint les 15 000 visites par jour en 2009, alors que l'actualité catholique est notamment marquée par la levée des excommunications des évêques de la Fraternité sacerdotale Saint-Pie-X.
En 2011 et 2012, le blog revendique 20 000 visites par jour. Son audience monte à une moyenne de 46 000 visites début 2013 lors des manifestations d'opposition au mariage homosexuel en France. Le 13 mars 2013, lors de l'élection du pape François, le blog atteint un pic d'audience à près de 100 000 visiteurs.

## Contenu
Se définissant d'abord comme catholiques, les contributeurs du blog indiquent fonder leur ligne éditoriale sur trois principes énoncés par Benoît XVI en 2006 : 
1. Respect de la vie ;
2. Respect de la famille ;
3. Liberté de l'éducation[6].

Le blog traite ainsi de l'actualité nationale et politique, en portant une attention particulière au comportement des élus vis-à-vis des trois principes.
Le Salon beige relaie des tribunes opposées au Pape François qui selon La Croix « s'est mis à dos des catholiques de droite et d'ultra-droite ».
En décembre 2021, Le Salon beige fait partie des sites Internet qui relayent un appel à la mobilisation contre la tenue d'un concert de la musicienne suédoise Anna von Hausswolff devant se tenir dans l'église Notre-Dame-de-Bon-Port à Nantes. Anna von Hausswolff est accusée de satanisme pour sa chanson Pills dans laquelle elle chante avoir « fait l'amour avec le Diable », métaphore pour la consommation de drogue. Suivant cet appel, le concert est empêché de se produire par des catholiques intégristes.

### Positionnement politique
La presse classe généralement Le Salon beige comme un blog d'extrême droite ou proche de l'extrême droite. Le journal Le Monde le considère ainsi comme « très influent à l'extrême droite » et le classe parmi les « catholiques traditionalistes et intégristes ». Le site Arrêt sur images et le magazine en ligne Slate le décrivent comme « proche de l'extrême droite »,. Le Journal du dimanche le classe à l'extrême droite. Jacques Leclercq le considère comme « partenaire de Civitas », avec entre autres le quotidien Présent, le Blog de Jeanne Smits et l'Observatoire de la christianophobie, et remarque qu'il relaie des billets en provenance d'autres sites « allant du Figaro à la « conscience politique », des traditionalistes catholiques aux franges plus explicites du camp national et nationaliste ». Pour Marc Baudriller, le site « a fédéré avec un succès incontestable toute une frange de catholiques militants dans sa sphère conservatrice ». Vice News considère l'ensemble des sites dirigés par Guillaume de Thieulloy comme « marqués à l’extrême droite et promouvant une vision ultraconservatrice du catholicisme ». Libération décrit ce dernier comme un « rouage important de la fachosphère » et le classe également à l'extrême-droite, avec une ligne « catholique, identitaire et réactionnaire »,.
Mediapart le classe dans la « blogosphère d'extrême droite » et le décrit comme la « référence première » parmi les « sites traditionalistes, tournés vers la religion catholique et la sauvegarde de ses valeurs ».
Selon L'Obs, Le Salon beige fait partie des sites de la fachosphère qui soutient François Fillon contre Alain Juppé, rebaptisé « Ali Juppé » lors des primaires françaises de la droite et du centre de 2016. Guillaume de Thieulloy, directeur du Salon beige, considère Alain Juppé comme un « soutien des Frères musulmans », soutenant Jean-Frédéric Poisson qui selon L'Obs « a donné une certaine visibilité à ces théories conspirationnistes et délirantes ».
Le politologue Jean-Paul Gautier classe également le Salon Beige à l'extrême droite.

### Prises de position

#### Sujets sociétaux
Le quotidien Le Monde estime qu'il bénéficie « d'une influence notable au sein de l'écosystème web des pro-vie » et parle du Salon beige comme du « blog de référence de [la] frange catholique « ultra » » opposée au mariage homosexuel en France..
Au mois de mai 2007, un des contributeurs du blog réalise un classement « pro-famille » des députés français, en examinant les votes de 28 textes entre 2002 et 2007, comme la proposition de loi de Christine Boutin sur la pornographie à la télévision.
Le Salon beige s'oppose à la théorie « du genre », et particulièrement à ce que le site considère être des expérimentations menées en milieu scolaire autour du concept de genre, comme le programme ABCD de l'égalité, lancé à la rentrée 2013,,. En février 2014, il dénonce, avec le Printemps français, le caractère selon eux idéologique de certains livres proposés aux enfants dans les bibliothèques municipales de plusieurs villes de France en établissant une liste noire, s'indignant que des villes comme Versailles « dans laquelle qu'on pourrait croire que le lobby LGBT ne pénètre pas » en fassent partie. Les ouvrages pris pour cible ont notamment pour titre Papa porte une robe, Tango a deux papas et pourquoi pas ?, Mademoiselle Zazie a-t-elle un zizi ? ou encore La fille qui voulait être un garçon. Le site prévoit en remplacement des lectures bibliques,.

#### Positionnement pro-russe
Selon Slate, le Salon beige fait partie des sites qui « citent sans distance la propagande officielle de la Russie à propos de l'Ukraine ». Pour Libération, le Salon beige fait partie « des sites prorusses de la fachosphère » relayant entre autres la propagande pro-Bachar el-Assad de la Russie sur la guerre civile syrienne.

### Procédures juridiques contre Le Salon Beige

#### 2015
En décembre 2015, le responsable du site est condamné pour diffamation à la suite de la publication en 2013 de deux photos accolées comparant le traitement réservé à un militant de La Manif pour tous à celui infligé aux enfants juifs sous l'Occupation interdits d'entrer dans un jardin public. Cependant, en 2017, la Cour de cassation casse sans renvoi l’arrêt de Cour d’appel de Paris, en date du 29 septembre 2016, qui confirmait la peine,.

#### 2021
À la suite de la publication d'un article sur le blogue en septembre 2021, les associations Mousse et STOP Homophobie portent plainte pour « incitation à la violence LGBTphobe » en décembre 2021,. En septembre 2024, le tribunal correctionnel de Paris condamne l'éditeur du blog Guillaume Jourdain de Thieulloy à retirer les propos du site web sous 15 jours, ainsi qu'à une amende de 1 000 euros
.

## Fausses informations
Le site est classé dans le top 10 des sites complotistes français les plus visités selon Conspiracy Watch, qui a mené un travail détaillé répertoriant les fausses informations diffusées par le site internet.
Le site est aussi classé rouge par l'outil Décodex du Monde, recensant les sources « diffusant régulièrement de fausses informations ». 
Parmi celles-ci, une affirmation selon laquelle Les Restos du cœur refuseraient les dons alimentaires contenant du porc, une rumeur infondée affirmant que les vaccins envoyés en Afrique contiendraient des agents anti-fertilité. Une rumeur reprise par le Salon Beige et Riposte Laïque selon laquelle un chant islamique aurait été appris aux enfants d'une école maternelle publique vient d'un mail de témoignage mensonger, créé de toutes pièces pour délibérément tromper les rédacteurs du site qui n'ont procédé à aucune vérification. L'auteur du mail voulait « Montrer qu'il est très facile (...) de faire croire ce que l'on veut à cette communauté, cette bulle qui s'autoalimente et qui s'autoconfirme dans ses idées, ses obsessions » et « Faire comprendre que la vérification, le croisement des sources indépendantes (...) c'est pas si mal finalement ». Le Salon Beige a mis à jour son article dès qu'il a eu connaissance du mensonge par un nouveau message, et à également publié un « erratum » dans lequel il explique son erreur. La méthode de l'auteur du mail est critiquée par les Décodeurs à cause de la confusion qu'elle a créée en citant nommément une école d'Angers mais selon eux souligne aussi « les pratiques tout aussi contestables de sites militants peu préoccupés par l’authenticité des informations qu’ils diffusent ».
Le site a également partagé une fausse information de l'hebdomadaire d’extrême droite Minute affirmant à tort que 40 000 migrants dormiraient dans une chambre d’hôtel toutes les nuits, aux frais des contribuables. Cette information est à mettre en rapport avec une étude sur l'hébergement d'urgence et de réinsertion, émise par le ministère de la transition écologique et de la cohésion des territoires, faisant état de 50 879 places d'hôtel occupées pour l'année 2019 (https://www.statistiques.developpement-durable.gouv.fr/edition-numerique/chiffres-cles-du-logement/21-lhebergement-durgence-et-de-reinsertion).